# Andrea Rüfenacht
Andrea Rüfenacht (* 20. Februar 1967) ist eine Schweizer Politikerin (SP).

## Leben
Andrea Rüfenacht ist promovierte Biochemikerin und arbeitet als Leiterin mikrobiologische Forschung. Sie ist ledig, hat ein Kind und lebt in Burgdorf.

## Politik
Andrea Rüfenacht war Mitglied des Stadtrates (Legislative) von Burgdorf und Präsidentin der SP-Fraktion. 2017 rückte sie nach dem Rücktritt von Andrea Lüthi in den Grossen Rat des Kantons Bern nach und wurde bei den Wahlen 2018 und 2022 wiedergewählt. Sie war von 2017 bis 2018 Ersatzmitglied der Bau-, Energie-, Verkehrs- und Raumplanungskommission und von 2020 bis 2022 Ersatzmitglied der Sicherheitskommission. Seit 2018 ist Rüfenacht Mitglied der Finanzkommission, der sie seit 2021 als Kommissionsvizepräsidentin vorsteht.
Rüfenacht ist Präsidentin von Pro Velo Emmental, Geschäftsleitungsmitglied der Berner Sektion des VCS und Mitglied der Gymnasiumskommission Burgdorf.